# Colostethus littoralis
Colostethus littoralis, hoặc Ranita Silbadora, là một loài ếch thuộc họ Dendrobatidae. Đây là loài đặc hữu của Peru. Môi trường sống tự nhiên của chúng là vùng cây bụi khô khu vực nhiệt đới hoặc cận nhiệt đới, đồng cỏ khô nhiệt đới hoặc cận nhiệt đới vùng đất thấp, sông có nước theo mùa, sa mạc ôn đới, rặng san hô, và các vùng đô thị.